# 重光達雄
重光 達雄（しげみつ たつお、1958年1月24日 - ）は、日本の実業家。神奈川県出身。SBIグループ傘下のSBIクリアリング信託株式会社の代表取締役会長を務めるほか、堂島取引所の取締役会長（非常勤）を兼任している。
1998年の外国為替及び外国貿易法（外為法）改正を契機に、日本で個人投資家が外国為替証拠金取引（FX）に参加できる市場整備に深く関与したとされる。また、FX取引や信託スキームに関連するリスク管理体制の構築に携わり、取引資産の管理に関する特許も取得している（特許第6471362号）。
SBIクリアリング信託株式会社は、2014年に設立されたFXクリアリング信託を前身とし、2021年に運用型信託業の免許を取得。同年4月に現社名へ変更された。
2024年8月には、堂島取引所で日本産米の平均価格指数「堂島コメ平均」が本上場されたが、同氏はその上場に至るまでの交渉などに深く関与している。この指数は、現物卸市場における118銘柄の実績価格をもとに構成され、コメ先物市場として日本米の価格指標機能を担っている。
さらに、堂島取引所は2025年を目処にビットコインなどの暗号資産デリバティブ商品の上場準備を進めており、同氏はその体制構築にも関わっている。

## 経歴
昭和52年  3月　　関東学院六浦中・高等学校　卒業
昭和56年  3月　　関東学院大学 経済学部卒業
平成14年  6月　　アクセス証券株式会社（現日産証券株式会社）　取締役
平成16年  6月　　日本ユニコム株式会社（現ユニコムグループホールディングス株式会社）取締役副社長
平成17年  3月　　ソフトバンク との共同出資でエフ・エックス・プラットフォーム株式会社を設立。代表取締役社長
平成18年  6月　　ユニコムグループホールディングス株式会社　代表取締役社長
平成18年10月　　日本ユニコム株式会社　代表取締役社長
平成20年  7月　　ユニコムグループを離れ、SBIホールディングス株式会社に移籍
　　　　　　　 　SBIリクイディティ・マーケット株式会社を創業　代表取締役社長
平成26年  8月　　FXクリアリングに関する特許出願（平成28年4月公開・登録済）
平成27年  6月　　SBIホールディングス株式会社　取締役
平成28年  6月　　同社　取締役執行役員常務
平成30年  2月　　BYFX HK Co.,Limited　取締役
平成30年  5月　　SBI金融経済研究所　グローバル金融市場研究会顧問（現任）
平成30年  6月　　SBIクリアリング信託株式会社 代表取締役会長（現任）
　　　　　　　　SBIホールディングス株式会社　顧問（現任）
平成30年10月　　SBIフューチャーズ株式会社　取締役会長
平成31年  5月　 　大阪堂島商品取引所　社外理事
令和 2年  1月　 　大阪堂島商品取引所経営改革協議会　副議長
　　　　　　　　経営改革協議会発足に伴い、堂島取社外理事退任
令和 2年10月　　堂島取経営改革協議会提言書公表
令和 3年  4月　　堂島取株式会社化達成に伴い、堂島取経営改革協議会解散
令和 4年  6月　　堂島取引所　非常勤取締役会長（現任）

## インタビュー記事・講演
フューチャーズ・ジャパン（2008年9月号）
FFCWorld（2010年7月14日）
Microsoft導入事例紹介（日本）（2010年12月29日）
Microsoft導入事例紹介（海外）（2011年3月10日）
FFC World（2011年6月16日）
日本マイクロソフト　エグゼクティブラウンドテーブル（2011年9月5日）
ITmediaエンタープライズ（2013年1月23日）
月刊BOSS（2013年4月1日）
月刊BOSS（2013年7月1日）
Forex Magnates東京サミット（2013年7月17日）
マイクロソフトSQL Server2014販売記念フォーラム（2014年4月18日）
SQL Server 2014 実践シリーズ（2014年4月18日）
Forex Magnates東京サミット（2014年7月31日）
HP World Tour東京（2015年7月22日）
HPE/MS共催セミナー（2016年1月15日）
Discover Forum2017東京（2017年4月21日）
HPEエグゼクティブラウンドテーブル（2017年5月11日）
日経クロステック（2017年7月27日）